# Théorie d'Arakelov
En mathématiques, la théorie d'Arakelov (ou géométrie d'Arakelov) est une approche de la géométrie diophantienne, nommée d'après Souren Arakelov. Elle est utilisée pour étudier les équations diophantiennes en dimension supérieure.

## Motivation
La motivation principale derrière la géométrie d'Arakelov est la correspondance entre idéaux premiers et places finies, mais il existe aussi une place à l'infini {\displaystyle v_{\infty }}, donnée par la valuation archimédienne, qui n'a pas d'idéal premier correspondant. La géométrie d'Arakelov donne une technique pour compactifier {\displaystyle {\text{Spec}}(\mathbb {Z} )} en un espace complet {\displaystyle {\overline {{\text{Spec}}(\mathbb {Z} )}}} qui a un premier à l'infini.
La construction originale d'Arakelov étudie une telle théorie, où une définition des diviseurs est construite pour un schéma {\displaystyle {\mathfrak {X}}} de dimension relative 1 sur {\displaystyle {\text{Spec}}(\mathbb {Z} )} de telle sorte qu'elle s'étend à une surface de Riemann {\displaystyle X_{\infty }={\mathfrak {X}}(\mathbb {C} )} pour toute valuation à l'infini.
Notons que d'autres techniques existent pour construire un espace complet partant de {\displaystyle {\text{Spec}}(\mathbb {Z} )}. C'est l'objet de la corps à un élément.

## Historique
Arakelov (1974, 1975) définit une théorie de l'intersection sur les surfaces arithmétiques attachées aux courbes projectives lisses sur les corps de nombres, avec l'objectif de prouver certains résultats, connus dans le cas des corps de fonctions, dans le cas des corps de nombres.
Gerd Faltings (1984) étendit le travail d'Arakelov en établissant des résultats tels qu'un théorème de Riemann-Roch, une formule de Noether, un théorème d'indice de Hodge et la positivité de l'auto-intersection du faisceau dualisant.
La théorie d'Arakelov fut utilisée par Paul Vojta (1991) pour donner une nouvelle preuve de la conjecture de Mordell, et par Gerd Faltings (1991) dans sa preuve de la généralisation de Serge Lang de la conjecture de Mordell.
Pierre Deligne (1987) développa un cadre plus général pour définir l'accouplement d'intersection défini sur une surface arithmétique sur le spectre d'un anneau d'entiers par Arakelov.
Shou-Wu Zhang (1992) développa une théorie des fibrés en droites positifs et prouva un théorème de type Nakai-Moishezon pour les surfaces arithmétiques. D'autres développements dans la théorie des fibrés en droites positifs par Zhang (1993, 1995a, 1995b) et Lucien Szpiro, Emmanuel Ullmo, et Zhang (1997) culminèrent dans une preuve de la conjecture de Bogomolov (en) par Ullmo (1998) et Zhang (1998).

## Généralisations
La théorie d'Arakelov fut généralisée par Henri Gillet et Christophe Soulé aux dimensions supérieures. Gillet et Soulé définissent un accouplement d'intersection sur une variété arithmétique. Un des principaux résultats de Gillet et Soulé est le théorème de Riemann-Roch arithmétique, une extension du théorème de Grothendieck-Riemann-Roch aux variétés arithmétiques.
On définit les groupes de Chow arithmétiques CHp(X) d'une variété arithmétique X, et les classes de Chern pour les fibrés vectoriels hermitiens sur X prenant des valeurs dans les groupes de Chow arithmétiques.
Le théorème de Riemann-Roch arithmétique décrit alors comment la classe de Chern se comporte sous l'image directe des fibrés vectoriels sous une application propre de variétés arithmétiques. Une preuve complète de ce théorème fut seulement publiée récemment par Gillet, Rössler et Soulé.
La théorie d'intersection d'Arakelov pour les surfaces arithmétiques fut développée davantage par Jean-Benoît Bost (1999). La théorie de Bost est basée sur l'utilisation de fonctions de Green qui, à des singularités logarithmiques près, appartiennent à l'espace de Sobolev {\displaystyle L_{1}^{2}}. Dans ce contexte, Bost obtient un théorème d'indice de Hodge arithmétique et utilise ceci pour obtenir des théorèmes de Lefschetz pour les surfaces arithmétiques.

## Théorème de Riemann-Roch arithmétique
Le théorème de Grothendieck-Riemann-Roch usuel décrit comment le caractère de Chern ch se comporte sous l'image directe des faisceaux, et affirme que ch(f(E)) = f(ch(E)TdX/Y), où f est un morphisme propre de X vers Y et E est un fibré vectoriel sur f. Le théorème de Riemann-Roch arithmétique est similaire, sauf que la classe de Todd est multipliée par une certaine série entière.
Le théorème de Riemann-Roch arithmétique affirme
{\displaystyle {\hat {\mathrm {ch} }}(f_{*}([E]))=f_{*}({\hat {\mathrm {ch} }}(E){\widehat {\mathrm {Td} }}^{R}(T_{X/Y}))}
où
- X et Y sont des schémas arithmétiques réguliers projectifs.
- f est une application lisse et propre de X vers Y
- E is an arithmetic vector bundle over X.
- {\displaystyle {\hat {\mathrm {ch} }}} est le caractère de Chern arithmétique.
- TX/Y est le fibré tangent relatif.
- {\displaystyle {\hat {\mathrm {Td} }}} est la classe de Todd arithmétique relative.
- {\displaystyle {\hat {\mathrm {Td} }}^{R}(E)} est égal à {\displaystyle {\hat {\mathrm {Td} }}(E)(1-\epsilon (R(E)))}
- R(X) est la classe caractéristique associée à la série formelle {\displaystyle \sum _{m>0 \atop m{\text{ odd}}}{\frac {X^{m}}{m!}}\left[2\zeta '(-m)+\zeta (-m)\left({1 \over 1}+{1 \over 2}+\cdots +{1 \over m}\right)\right].}